# Gornje Bazje
Gornje Bazje es una localidad de Croacia situada en el municipio de Lukač, en el condado de Virovitica-Podravina. Según el censo de 2021, tiene una población de 397 habitantes.

## Demografía
| Gráfica de población de Gornje Bazje 1857-2011                     |
|                                                                    |
| Según los censos de población de la Oficina de Estadísticas Croata |